# Iwaki (Fukushima)
Iwaki (いわき市 Iwaki-shi?) es una ciudad localizada en la prefectura de Fukushima, Japón. En junio de 2019 tenía una población de 340.838 habitantes y una densidad de población de 277 personas por km². Su área total es de 1.232,02 km².

## Geografía

### Municipios circundantes
- Prefectura de Fukushima
  - Tamura
  - Ono
  - Hirono
  - Naraha
  - Kawauchi
  - Furudono
  - Hirata
  - Samegawa
- Prefectura de Ibaraki
  - Kitaibaraki

### Clima
| Parámetros climáticos promedio de Iwaki (1991–2020) | Parámetros climáticos promedio de Iwaki (1991–2020) | Parámetros climáticos promedio de Iwaki (1991–2020) | Parámetros climáticos promedio de Iwaki (1991–2020) | Parámetros climáticos promedio de Iwaki (1991–2020) | Parámetros climáticos promedio de Iwaki (1991–2020) | Parámetros climáticos promedio de Iwaki (1991–2020) | Parámetros climáticos promedio de Iwaki (1991–2020) | Parámetros climáticos promedio de Iwaki (1991–2020) | Parámetros climáticos promedio de Iwaki (1991–2020) | Parámetros climáticos promedio de Iwaki (1991–2020) | Parámetros climáticos promedio de Iwaki (1991–2020) | Parámetros climáticos promedio de Iwaki (1991–2020) | Parámetros climáticos promedio de Iwaki (1991–2020) |
| Mes                                                 | Ene.                                                | Feb.                                                | Mar.                                                | Abr.                                                | May.                                                | Jun.                                                | Jul.                                                | Ago.                                                | Sep.                                                | Oct.                                                | Nov.                                                | Dic.                                                | Anual                                               |
| --------------------------------------------------- | --------------------------------------------------- | --------------------------------------------------- | --------------------------------------------------- | --------------------------------------------------- | --------------------------------------------------- | --------------------------------------------------- | --------------------------------------------------- | --------------------------------------------------- | --------------------------------------------------- | --------------------------------------------------- | --------------------------------------------------- | --------------------------------------------------- | --------------------------------------------------- |
| Temp. máx. abs. (°C)                                | 20.8                                                | 24.8                                                | 23.5                                                | 27.4                                                | 29.7                                                | 33.6                                                | 34.9                                                | 37.7                                                | 34.4                                                | 32.2                                                | 25.0                                                | 25.4                                                | 37.7                                                |
| Temp. máx. media (°C)                               | 8.6                                                 | 8.9                                                 | 11.5                                                | 15.8                                                | 19.6                                                | 22.6                                                | 25.8                                                | 27.9                                                | 25.4                                                | 20.9                                                | 16.1                                                | 11.1                                                | 17.9                                                |
| Temp. media (°C)                                    | 4.1                                                 | 4.3                                                 | 7.1                                                 | 11.6                                                | 15.8                                                | 19.1                                                | 22.5                                                | 24.5                                                | 22.0                                                | 16.9                                                | 11.5                                                | 6.6                                                 | 13.8                                                |
| Temp. mín. media (°C)                               | -0.1                                                | 0.1                                                 | 2.8                                                 | 7.4                                                 | 12.3                                                | 16.4                                                | 20.1                                                | 22.0                                                | 19.0                                                | 13.2                                                | 7.1                                                 | 2.1                                                 | 10.2                                                |
| Temp. mín. abs. (°C)                                | -9.3                                                | -10.7                                               | -8.5                                                | -3.8                                                | -0.6                                                | 4.8                                                 | 9.6                                                 | 11.6                                                | 7.2                                                 | 0.8                                                 | -3.3                                                | -7.1                                                | -10.7                                               |
| Precipitación total (mm)                            | 57.3                                                | 54.0                                                | 108.4                                               | 125.2                                               | 146.1                                               | 149.5                                               | 160.7                                               | 122.6                                               | 192.3                                               | 193.1                                               | 80.3                                                | 51.3                                                | 1440.8                                              |
| Nevadas (cm)                                        | 4                                                   | 4                                                   | 1                                                   | 0                                                   | 0                                                   | 0                                                   | 0                                                   | 0                                                   | 0                                                   | 0                                                   | 0                                                   | 1                                                   | 10                                                  |
| Días de lluvias (≥ 1 mm)                            | 4.5                                                 | 5.1                                                 | 8.9                                                 | 9.4                                                 | 10.4                                                | 11.0                                                | 11.4                                                | 8.5                                                 | 10.7                                                | 10.1                                                | 6.8                                                 | 5.0                                                 | 101.8                                               |
| Días de nevadas (≥ 1 mm)                            | 0.9                                                 | 0.6                                                 | 0.3                                                 | 0.0                                                 | 0.0                                                 | 0.0                                                 | 0.0                                                 | 0.0                                                 | 0.0                                                 | 0.0                                                 | 0.0                                                 | 0.2                                                 | 2                                                   |
| Horas de sol                                        | 193.4                                               | 180.3                                               | 191.4                                               | 192.8                                               | 193.0                                               | 150.3                                               | 151.1                                               | 183.1                                               | 144.5                                               | 147.3                                               | 162.4                                               | 179.0                                               | 2068.6                                              |
| Humedad relativa (%)                                | 58                                                  | 59                                                  | 62                                                  | 68                                                  | 76                                                  | 83                                                  | 86                                                  | 84                                                  | 80                                                  | 75                                                  | 69                                                  | 62                                                  | 71.8                                                |
| Fuente n.º 1: Agencia Meteorológica de Japón        |                                                     |                                                     |                                                     |                                                     |                                                     |                                                     |                                                     |                                                     |                                                     |                                                     |                                                     |                                                     |                                                     |
| Fuente n.º 2: Agencia Meteorológica de Japón        |                                                     |                                                     |                                                     |                                                     |                                                     |                                                     |                                                     |                                                     |                                                     |                                                     |                                                     |                                                     |                                                     |

## Demografía
Según datos del censo japonés, la población de Iwaki ha disminuido en los últimos años.
| Año del censo | Población |
| ------------- | --------- |
| 1995          | 360.598   |
| 2000          | 360.138   |
| 2005          | 354.492   |
| 2010          | 342.249   |
| 2015          | 350.237   |

## Transporte

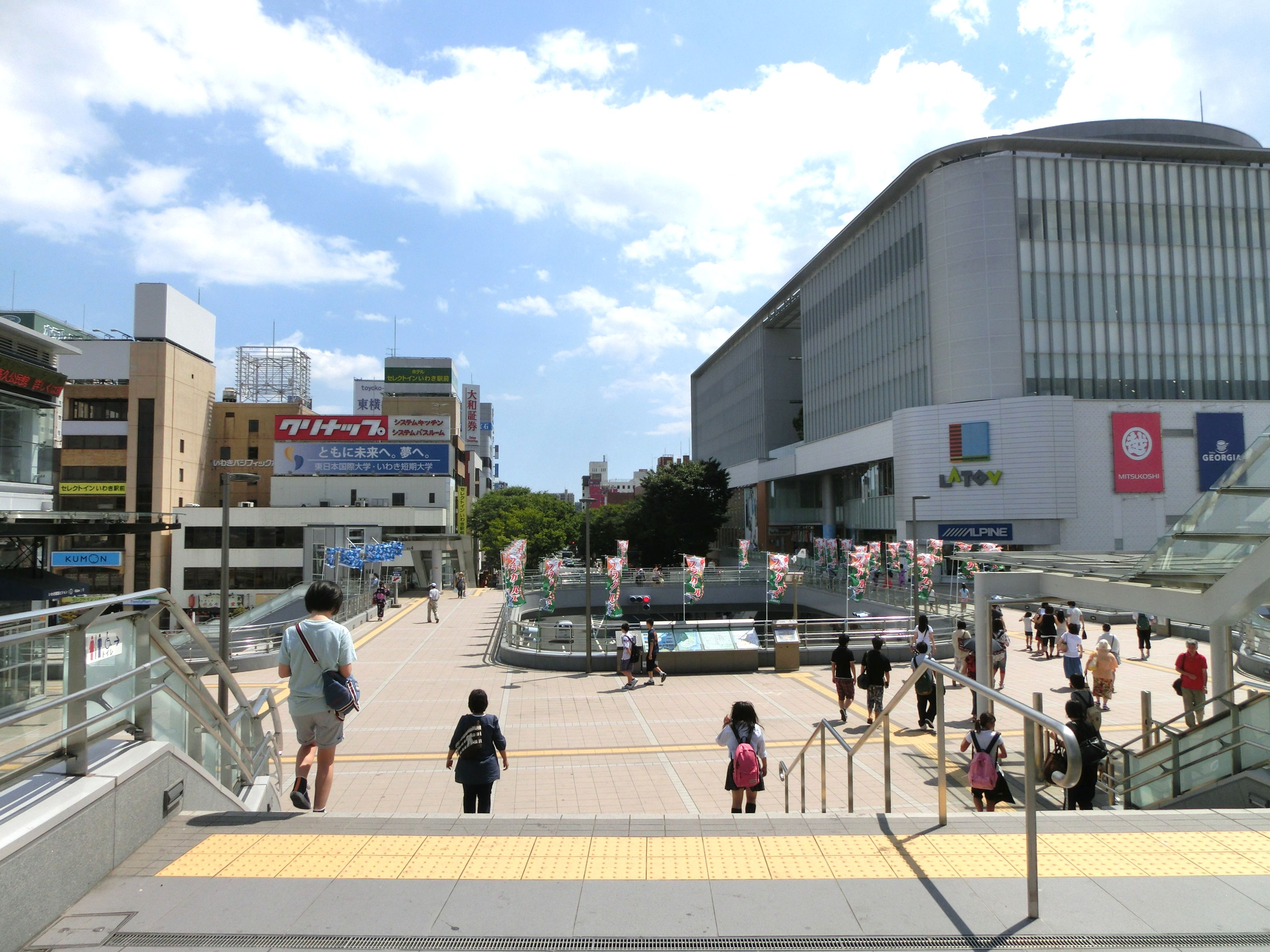
Estación Iwaki.

### Trenes
Iwaki cuenta con una estación central de trenes, llamada Estación Iwaki.

## Ciudades hermanadas
- Fushun, Liaoning, China.
- Nobeoka, Miyazaki, Japón.
- Townsville, Queensland, Australia.
- Yurihonjō, Akita, Japón.